# Whelanita
La whelanita és un mineral de la classe dels minerals silicats. Anomenada en honor del professor James A. Whelan, de la Universitat de Utah.

## Característiques
La whelanita és un element químic de fórmula química Cu₂2+Ca₆[Si₆O17(OH)](CO₃)(OH)₃(H2O)₂. Cristal·litza en el sistema ortoròmbic. La seva duresa a l'escala de Mohs és 2,5.
Segons la classificació de Nickel-Strunz pertany al grup 8/D.07-20: Silicats no classificats amb cations, principalment, de mida petita (Mg, Fe, Mn, Cu): Sèrie de l'ajoïta.

## Formació i jaciments
S'ha trobat en un skarn de diòpsid, granat i magnetita ric en coure. S'ha descrit a Arizona, Utah i Califòrnia (EUA).